# Pseudotremia indianae
Pseudotremia indianae är en mångfotingart som beskrevs av Hoffman 1958. Pseudotremia indianae ingår i släktet Pseudotremia och familjen Cleidogonidae. Inga underarter finns listade i Catalogue of Life.